# 遠くの空
『遠くの空』（とおくのそら、머나먼 하늘）は、2010年9月25日公開の日本映画。

## 概要
エピックレコードジャパンが企画するコラボレーションムービーシリーズ『cinemusica』第8弾作品。1980年に韓国で実際に起きた光州事件をテーマに30年後の現在を舞台に描くラブストーリー。監督は井上春生。主演は内山理名、共演は韓国のベテラン俳優キム・ウンス。新宿K'sシネマほか全国19館で順次公開。
韓国家庭料理『ノルブネ』ではコラボレーションとして期間限定メニューと商品が登場。また、2010年9月18日以降にtvk他で特別番組を放送。東京と大阪の劇場では初日来場者特典として韓国海苔や米ジャジャン麺をプレゼント。
キャッチコピーは「あの日から30年… 結ばれることのない出逢い それでも運命は 二人を愛へと導く。」。

## ストーリー
2010年・東京。在日韓国人の母に育てられ韓国企業への転職を希望しながら投資顧問会社に勤めるOL・松木美江の前に、韓国から課長として転勤してきた柳正培が現れた。2人は惹かれ合うものの、柳が30年前に光州事件で学生運動をしていたことを打ち明けられ母との繋がりを知ることになる。

## キャスト
- 松木美江 - 内山理名
- 柳正培（ユ・ジョンベ） - キム・ウンス（김응수）
- 松木明子 - 黒田福美
- 保奈美 - 小山田サユリ
- 辰夫 - 山岸賢介（ウラニーノ）
- 柳の上司 - 並樹史朗
- 張三順 - 宇津宮雅代
- 笠原浩夫
- マイク・ハン
- 水橋貴己
- 小山田サユリ

## スタッフ
- 監督・編集 - 井上春生
- 脚本 - 草野陽花
- 撮影 - 中村夏葉
- 照明 - 渡辺大介
- 録音 - 岡本立洋
- スタイリスト - 小倉久乃
- ヘアメイク - 光野ひとみ
- エグゼクティブプロデューサー - 一志順夫
- 企画プロデューサー - 村山達哉
- プロデューサー - 松岡周作、坂口慎一郎
- 音楽プロデューサー - 田井モトヨシ
- 宣伝プロデューサー - 林育大
- 製作 - ボイス&ハート
- 制作プロダクション - ウィルコ
- 製作 - 『遠くの空』製作委員会（エピックレコードジャパン、キューブ、ボイス&ハート、スタイルジャム、tvk、テレ玉、チバテレビ、三重テレビ、KBS京都、サンテレビ）
- 配給 - スタイルジャム

## 主題歌
- 主題歌「私たちの主題歌」ウラニーノ

作詞・作曲 - 山岸賢介 / 編曲 - ウラニーノ、佐久間正英、小佐井彰史
- 挿入歌「Ave Maria」石丸幹二

作詞 - アヴェ・マリアの祈祷文より  / 作曲 - Charles Gounod / 編曲 - 石塚徹

## 関連事項
- 光州事件